# Batgirl (película)
Batgirl fue un proyecto de película de superhéroes estadounidense basado en el personaje de DC Comics Barbara Gordon / Batgirl. Producida por DC Films y Burr! Productions para el servicio de streaming HBO Max, estaba destinada a ser una entrega del Universo extendido de DC (DCEU). La película fue dirigida por Adil El Arbi y Bilall Fallah a partir de un guion de Christina Hodson, y sería protagonizada por Leslie Grace como Barbara Gordon, junto a J. K. Simmons, Brendan Fraser, Michael Keaton e Ivory Aquino.
El desarrollo de una película de Batgirl comenzó con Joss Whedon en marzo de 2017, pero dejó el proyecto un año después. Hodson fue contratada para escribir un nuevo guion en abril de 2018, y El Arbi y Fallah fueron contratados para dirigir en mayo de 2021 cuando se confirmó que la película era una película original de HBO Max. Grace fue elegida ese julio y el rodaje tuvo lugar en Glasgow, Escocia, de noviembre de 2021 a marzo de 2022.
Batgirl fue programada para ser estrenada en la plataforma HBO Max en 2022. Hasta que el 2 de agosto de 2022 Warner Bros decidió cancelar el estreno de la película.

## Reparto
- Leslie Grace como Barbara Gordon / Batgirl: una justiciera de Gotham City e hija del comisionado de policía James Gordon.[1]
- Brendan Fraser como Luciérnaga: Un pirómano sociópata. Fraser interpretó previamente a Robotman en la serie de televisión de DC Comics, Doom Patrol (2019).[2]
- J. K. Simmons como James Gordon: Comisionado del Departamento de Policía de Gotham City, padre de Barbara y aliado cercano de Batman. Simmons repite su papel de Liga de la Justicia (2017) y Liga de la Justicia de Zack Snyder (2021).[3]
- Michael Keaton como Bruce Wayne / Batman: Un socialite y empresario multimillonario que trabaja como vigilante de la lucha contra el crimen.[4]
- Ivory Aquino como Alysia Yeoh: Una cantinera y la mejor amiga de Barbara Gordon.[5]

Además, Jacob Scipio, Rebecca Front, Corey Johnson y Ethan Kai habían sido elegidos para papeles no revelados, y se hacía referencia a Kai como un personaje protagónico.

## Producción

### Desarrollo
En mayo de 2016, el personaje de DC Comics, Barbara Gordon / Batgirl tenía el potencial de aparecer en una película de superhéroe femenina protagonizada por Margot Robbie como Harley Quinn, que se convirtió en Aves de presa (2020). Batgirl finalmente no se incluyó en la película debido al desarrollo de una película en solitario protagonizada por el personaje. Joss Whedon fue contratado en marzo de 2017 para escribir, dirigir y producir la película en solitario, que estaba siendo supervisada por el presidente de Warner Bros. Pictures, Toby Emmerich, y los presidentes de DC Films, Jon Berg y Geoff Johns. Whedon iba a comenzar la producción de la película en 2018, pero abandonó el proyecto en febrero de 2018 después de no poder encontrar una historia para ella. También hubo un escrutinio adicional sobre Whedon como director masculino de una película centrada en mujeres, con Warner Bros. y el nuevo presidente de DC Films, Walter Hamada, planeando en ese momento reemplazar a Whedon con una cineasta.
La escritora de Aves de presa (2020), Christina Hodson, fue contratada para escribir un nuevo guion para Batgirl en abril de 2018, y se esperaba que comenzara a escribir la película después de completar su trabajo en otra película del Universo extendido de DC (DCEU), The Flash (2022). En diciembre de 2020, Batgirl fue incluida como una película que potencialmente podría estrenarse exclusivamente en el servicio de streaming HBO Max, en lugar de en los cines, como parte del nuevo plan de Hamada para el DCEU, y en abril de 2021 se incluyó en la lista de películas DC que se esperaba que se estrenaran en 2022 o 2023. Adil El Arbi y Bilall Fallah fueron contratados para dirigir la película un mes después, cuando se confirmó que estaba planeada como original de HBO Max. Kristin Burr estaba produciendo la película en ese momento y dijo que los directores estaban aportando una energía emocionante que haría de la película un "viaje divertido" y mostraría un lado diferente de Gotham City de proyectos anteriores de DC.

### Casting
Los ejecutivos de DC comenzaron a probar actrices para Batgirl en la semana del 19 de julio de 2021, y el grupo supuestamente incluía a Isabela Merced, Zoey Deutch, Leslie Grace y Haley Lu Richardson. Richardson y Grace fueron considerados los principales contendientes. Richardson pasó por varias etapas de audición, Grace fue elegida para el papel el 21 de julio. Para el 29 de julio, J. K. Simmons estaba en conversaciones para repetir su papel como el padre de Batgirl, el comisionado Gordon, de Liga de la Justicia (2017) y su versión del director de 2021. En octubre, se confirmó que Simmons volvería a interpretar su papel, mientras que Jacob Scipio se unió al elenco en un papel no revelado y Brendan Fraser fue elegido como el villano Firefly. El papel se le ofreció originalmente a Sylvester Stallone, pero «las cosas simplemente no funcionaron»; anteriormente prestó su voz a King Shark en la película del DCEU, El Escuadrón Suicida (2021). El Arbi y Fallah también dijeron que Batman aparecería, pero se negaron a confirmar si Ben Affleck volvería a interpretar el papel de películas anteriores del DCEU. En diciembre, se reveló que Michael Keaton retomaría su papel en Batgirl como una versión diferente de Bruce Wayne / Batman de las películas Batman (1989) y Batman Returns (1992). Se esperaba que Keaton repitiera por primera vez el papel del DCEU en The Flash antes del retraso de esa película hasta 2023. Rebecca Front, Corey Johnson y Ethan Kai y Ivory Aquino también se unieron al elenco, con Aquino interpretando a Alysia Yeoh, el primer personaje transgénero importante en una película de DC.

### Rodaje
La fotografía principal comenzó en Glasgow, sirviendo como Gotham City el 30 de noviembre de 2021, bajo el título de trabajo «Cherry Hill». John Mathieson se desempeña como director de fotografía. El Arbi y Fallah habían llegado a Glasgow el 24 de agosto para prepararse para el rodaje y buscaron locaciones con el diseñador de producción, Christopher Glass. Glasgow se utilizó anteriormente para representar a Gotham City en The Flash, así como en la película de DC, The Batman (2022). El rodaje concluyó oficialmente el 31 de marzo de 2022.

## Música
Natalie Holt anunció en septiembre de 2021 que compondría la banda sonora de la película.

## Marketing
El Arbi, Fallah, Hodson y Grace promocionaron la película en el evento virtual DC FanDome en octubre de 2021, donde discutieron su preparación para la filmación y revelaron el arte conceptual. Grace reveló un primer vistazo de sí misma disfrazada de Batgirl en enero de 2022.

## Cancelación
Se esperaba que Batgirl se estrenara en algún momento del 2022, en el servicio de streaming, HBO Max.
Finalmente el 2 de agosto de 2022 Warner Brothers decidió cancelar definitivamente el estreno de la película, a pesar de haber concluido su rodaje, al no considerarla apta para un estreno al público.